# 下川文化
下川文化是發現於中國山西省西南部的舊石器時代晚期文化，以主要的遺址所在沁水縣下川鎮作為命名，其分布範圍在山西沁水、垣曲、陽城，該文化的年代約在3萬6千年-1萬3千年前之間。為中國境內細石器時代的代表文化之一。
下川文化最早在1970年於山西省中條山東部發現，主要遺址則在1973年被發掘，其石器大多以燧石為原料，包括有雕刻器、刮削器及尖狀器等，主要是屬於細石器。除了下川遺址以外，薛關遺址也發堀出許多石器。